# Psaliodes cronia
Psaliodes cronia là một loài bướm đêm trong họ Geometridae.